# Serie 2550 de CP
La Serie 2550 es un tipo de locomotora, que fue utilizada por la operadora ferroviaria Caminhos de Ferro Portugueses y por su sucesora, Comboios de Portugal.

## Historia
Esta familia de locomotoras fueron introducidas en 1963, para garantizarse los principales servicios de pasajeros entre Lisboa y el Puerto, como el Foguete. Debido al hecho de utilizar cajas en acero inoxidable laminado, combinados con las vagones, también fabricados con este material, creando composiciones homogéneas; fabricadas en la fábrica de Amadora de la compañía de Sociedades Reunidas de Fabricações Metálicas, fueron las primeras locomotoras en el mundo en utilizar este método de construcción en las cajas.
Después de la entrada de la CP Serie 2600, en 1974 fueron, progresivamente, apartadas de los convoyes de pasajeros, siendo, junto con las locomotoras de la CP Serie 2500, designadas para remolcar composiciones de mercancías; los últimos convoyes de pasajeros tirados por estas locomotoras fueron realizados en la década de 1990. Por otro lado, tenían graves problemas de inestabilidad en la suspensión en velocidades próximas de los 100 km/h.

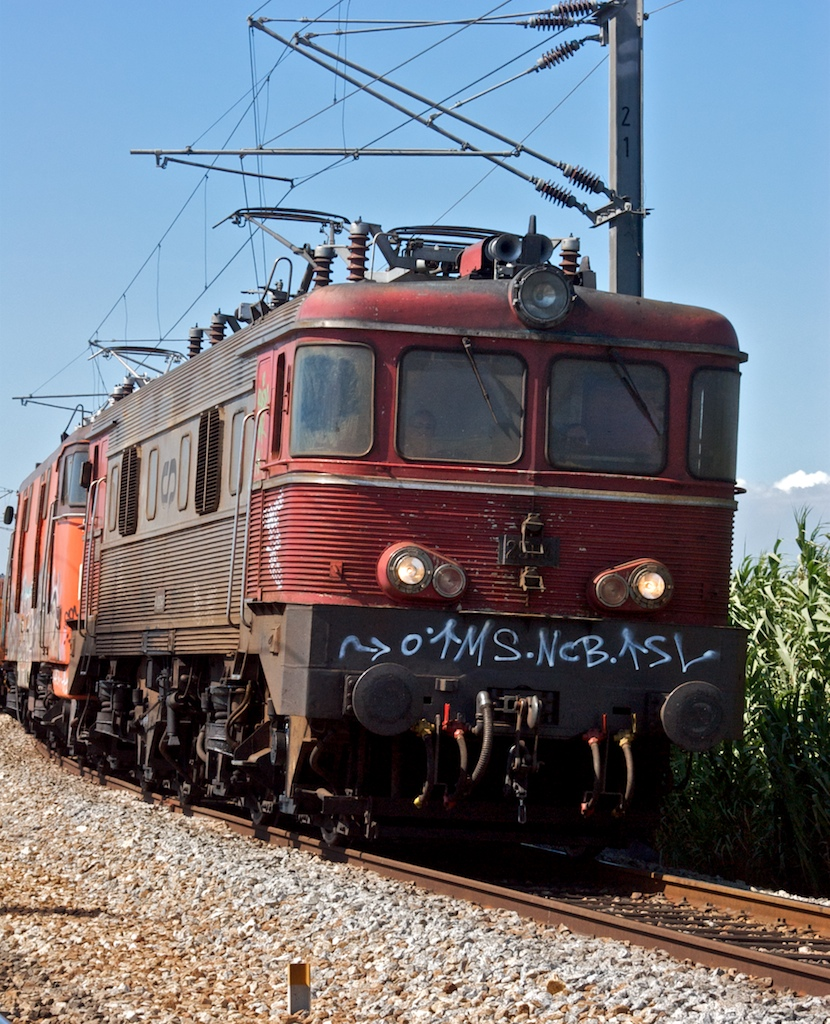

En 1994, las cabinas de la locomotora número 2565 fueron pintadas de rojo, para probar el nuevo esquema de colores que la compañía de los Caminhos de Ferro Portugueses pretendía introducir en sus locomotoras. A pesar de que el esquema requería que el cuerpo de la locomotora fuese pintado de cenicienta, en contraste con las cabinas rojas, se decidió, en este caso, que el cuerpo quedaría sin pintura, con la cobertura en acero original; este esquema sería, posteriormente, aplicado a todas las otras locomotoras de la misma serie.
Fueron, en su totalidad, retiradas de servicio después de la introducción de las locomotoras de la CP Serie 4700, en 2009.

## Ficha técnica

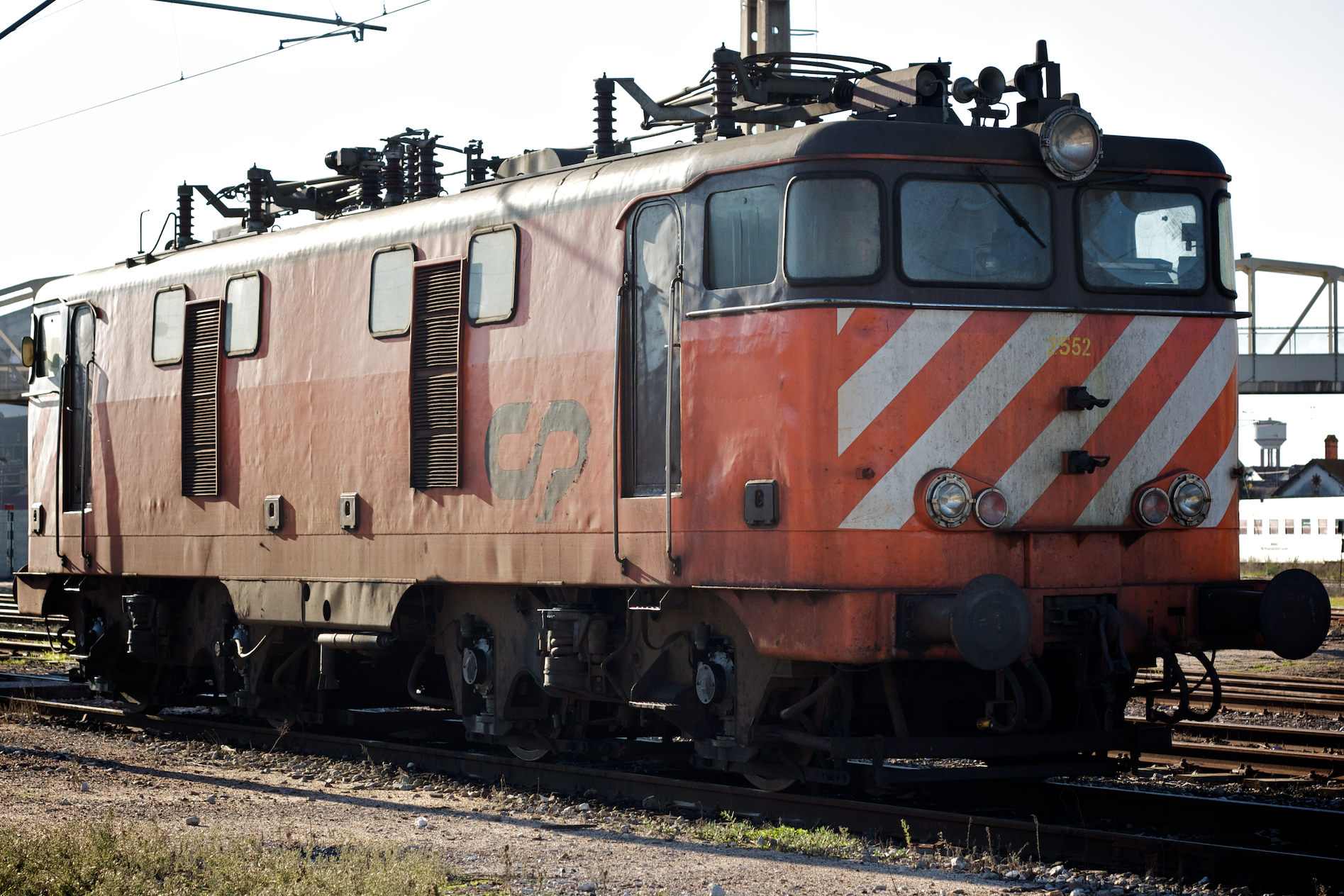
Locomotora número 2552, utilizando una caja de la Serie 2500.

### Características de explotación
- Año de entrada en servicio: 1963[3]
- Año de salida de servicio: 2009[1]
- Número de unidades construidas: 20 (2551–2570)[3]
- Número de unidades operativas: Ninguna[3]
- Tipo de servicio: Línea[4]

### Datos generales
- Ancho de Via: 1668 mm[3]
- Tipo de tracción: Eléctrica[4]
- Tensión: 25kV–50Hz[3]
- Tipo de locomotora (constructor): Bo Bo – 2500[3]
- Disposición de ejes: Bo’Bo’[3]
- Diámetro de ruedas (nuevas): 1300 mm[3]

### Transmisión
- Tipo: Eléctrica[1]
- Fabricante: Alstom[1]

### Motores de tracción
- Fabricante: Alstom-Siemens[1]
- Potencia: 187 caballos (por motor): 560 caballos disponibles para utilización[1]
- Potencia nominal (ruedas): 2053 kW / 2790 Cv[3]
- Cantidad: 4[3]
- Tipo: TAO–645 A1[3]

### Partes mecánicas
- Fabricante: Sorefame-Henschel[1]

### Características de funcionamiento
- Velocidad máxima: 120 km/h[3]
- Esfuerzo de tracción:
  - En arranque: 185 kN[3]

### Pesos
- Condiciones:
  - Peso en marcha: 70,5 t[3]